# Wolfgang Zander (Schriftsteller)
Wolfgang Zander (* 1956 in Aschersleben) ist ein deutscher Schriftsteller.

## Leben
Wolfgang Zander studierte für einige Semester Wasserbau an der TU Dresden und war danach als Krankenpfleger in Magdeburg, als Museumsmitarbeiter am Klopstockmuseum in Quedlinburg und als Straßenbahnfahrer und Buchverkäufer in Berlin tätig. Er studierte Politikwissenschaft (Diplom), Theaterwissenschaft und zuletzt Literatur am Deutschen Literaturinstitut in Leipzig. Seine Hörspiele wurden u. a. vom WDR und dem RBB produziert. Zusammen mit Christian Hussel und Steffen Birnbaum gründete er 1992 das Autorensyndikat Leipzig, das mit Literatur-Performances auftritt.
Seit 1992 arbeitet er als freiberuflicher Autor, lebt seit 1995 in Potsdam.

## Werke (Auswahl)

### Bücher
- 1999: hineingefroren (mit CD (eingespielt und produziert vom Jazzmusiker Michael Schulz); Gedichte und kurze Prosa, Grafiken von Frank Herrmann), Verlag Pauselius Medienproduktionen, Leipzig
- 1999: Sand 2000 (Theaterstück), Teiresias Verlag, Köln. ISBN 3-934305-04-0
- 2001: Hirn-Brand (mit Thomas Bachmann und Steffen Birnbaum, Grafiken von Marietta Jeschke), drei-ECK-Verlag Bochum. ISBN 3-923161-89-1
- 2001: Tod in Machern (vier Hörspiele), Teiresias Verlag, Köln. ISBN 3-934305-13-X
- 2008: Hundeleben (Kriminalroman), Gmeiner Verlag, Meßkirch. ISBN 978-3-89977-751-2
- 2008: Texte in: Beim Verlassen des Untergrunds (Anthologie), Plöttner Verlag
- 2011: Mann.Berninger.Tod. (Kriminalroman), Amazon, Kindle-Edition
- 2013: Holofernes (Kriminalroman), Amazon, Kindle-Edition

### Hörspiele
- 1990: Die Wüste, Kurzhörspiel, (ORB)
- 1991: Das Labor (Kriminalhörspiel, mit Christian Hussel, SachsenRadio)
- 1993: Die Erwartung (Kurzhörspiel, ORB)
- 1994: Fahrenheit 451 (Hörspiel, mit Christian Hussel und Steffen Birnbaum, nach dem Roman von Ray Bradbury, MDR)
- 1995: Grüne Feigen (Kinderhörspiel, DLR)
- 2002: Plastinat.Schön (Kriminalkomödie, DLR)
- 2003: Das David-Ding (Kriminalkomödie, SFB/ORB/DLRB)
- 2005: Der schöne Schein (Kriminalkomödie, RBB)
- 2006: Titanic Viperngrund (Kriminalkomödie, DLR Kultur)
- 2007: Das Lager (Hörspiel, mit Christian Hussel, radio blau)
- 2007: Big Jump oder Charlotte träumt (Kinderhörspiel, DLR Kultur)
- 2009: Unschuld (Kriminalhörspiel, DLR Kultur)
- 2009: Kaltfront (Radio-Tatort 22, RBB)
- 2010: Das schwarze Haus (Kinderhörspiel, DLR Kultur)
- 2011: Dreizehn (Radio-Tatort 43, RBB)
- 2013: Tod im Bosehaus (Kriminalhörspiel, WDR)
- 2013: Du bist tot (Radio-Tatort 65, RBB)
- 2013: Der Schein und das Nichts (5 Kurzhörspiele, RBB)
- 2014: Happy Birthday (Kriminalhörspiel, WDR)
- 2015: Seltene Erden (Radio-Tatort 90, RBB)
- 2017: Unantastbar (Radio-Tatort 114, RBB)
- 2020: Der Fall Meng Meng (Kriminalhörspiel, WDR)